# 수국과
수국과(水菊科, 학명: Hydrangeaceae 히드랑게아케아이[*])는 층층나무목의 과이다. 아시아와 북아메리카에 널리 퍼져 있으며, 북동 유럽에서도 일부 자란다.
APG 체계에 따르면, 17속을 거느리지만, 일부 식물학자들은 7속을 거느린 고광나무과(Philadelphaceae)를 따로 두기도 한다.
이 과 식물들은 대체로 잎이 마주나고, 암수한그루로 꽃잎이 네 장이다.(드물게 돌려나거나 어긋나기도 하며, 꽃잎이 5~12장인 것도 있다.) 열매는 삭과이거나 다육질의 배젖을 지닌 씨 몇 개를 품고 있는 장과이다.

## 하위 분류
- 수국아과(Hydrangeoideae Burnett)
- 야메시아아과(Jamesioideae L.Hufford)

## 토양pH에 따른 꽃 색의 변화[2]

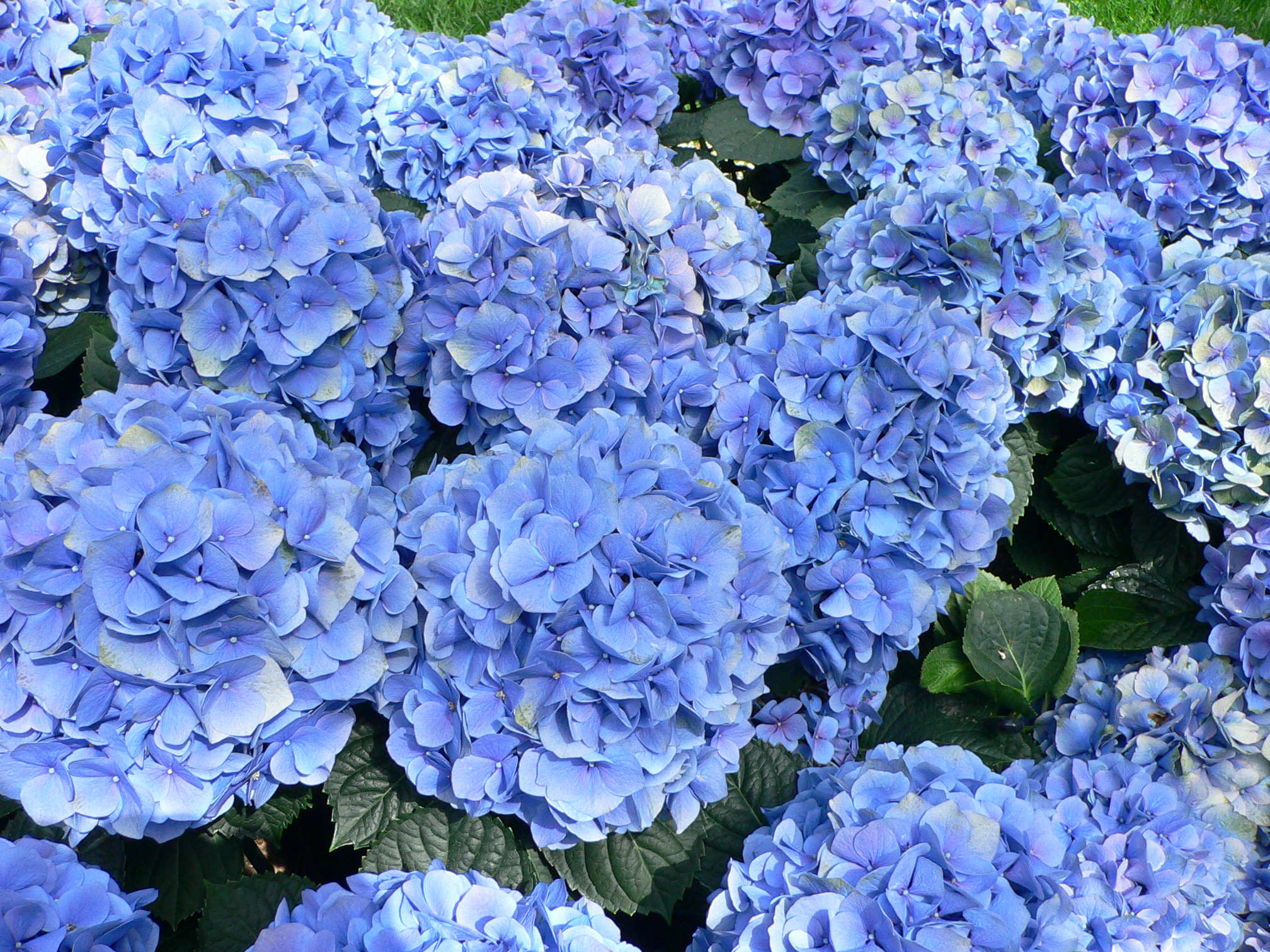
산성 토양에서는 파란색이 된다.
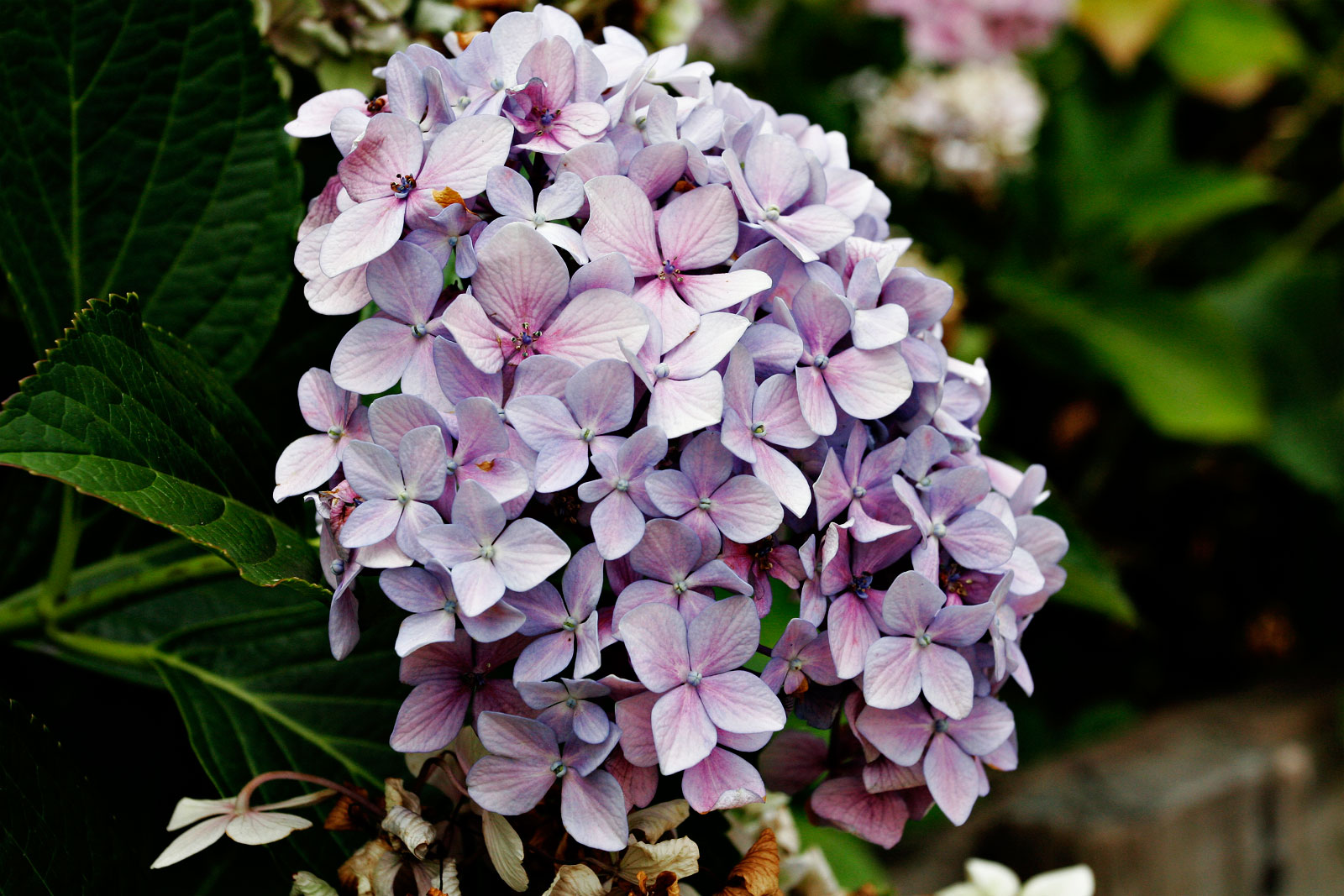
염기성 토양에서는 분홍색이 된다.